# Bigpoint
 Der er for få eller ingen kildehenvisninger i denne artikel, hvilket er et problem. Du kan hjælpe ved at angive troværdige kilder til de påstande, som fremføres i artiklen.

Bigpoint GmbH er en tysk spilvirksomhed, der blev etableret i 2002 af Heiko Hubertz. Bigpoint producerer browserbaserede computerspil og sociale netværksspil. De er bl.a. kendt for spil som Dark Orbit og Seafight.
Firmaets hovedsæde ligger i Hamborg og har omkring 800 ansatte.
I 2013 hævdede Bigpoint, at de havde mere end 300.000.000 registrerede brugere.